# Hulcott
Hulcott är en ort och civil parish i Storbritannien.   Den ligger i kommunen Buckinghamshire och riksdelen England, i den södra delen av landet, 60 km nordväst om huvudstaden London. Hulcott ligger 84 meter över havet och antalet invånare är 108.
Terrängen runt Hulcott är huvudsakligen platt, men åt sydost är den kuperad. Runt Hulcott är det tätbefolkat, med 319 invånare per kvadratkilometer. Närmaste större samhälle är Aylesbury, 4,5 km sydväst om Hulcott. Trakten runt Hulcott består till största delen av jordbruksmark.